# 赵立雄
赵立雄（1956年12月—），云南大理人。男，白族。1982年1月参加工作，1984年5月加入中国共产党。云南民族大学经济管理系毕业，中共中央党校在职研究生学历。中国共产党第十八届中央候补委员、委员（十八届七中全会递补）。
1982年1月，任云南省下关市经委企业整顿办主任。1983年12月至1988年9月，历任大理卷烟厂副厂长、厂长。1988年9月，任大理州经委副主任。1990年4月，任中共云南省永平县委书记。1995年4月，任大理州副州长。1996年9月，任中共大理州委常委、常务副州长。2001年7月，任中共大理州委副书记、代州长、州长。2007年5月，任中共曲靖市委书记。2012年12月，任云南省民族事务委员会主任、党组书记。2014年8月，任云南省民族宗教事务委员会主任、党组书记。2016年1月，当选云南省人大常委会副主任。